# Killnet
Killnet — российская хакерская группа, известная своими DoS-атаками на государственные учреждения в странах НАТО во время вторжения России на Украину. Как отмечают исследователи из компании Radware, ранее группировка занималась тем, что продавала услуги DDoS-атак по найму на базе своего ботнета.

## Атаки

### 2022
Разведывательный альянс Five Eyes опубликовал предупреждение об атаках на объекты инфраструктуры со стороны пророссийских групп, включая Killnet, в апреле 2022 года.
Сайты Итальянского национального института здравоохранения и Автомобильного клуба Италии подверглись атаке незадолго до конкурса песни «Евровидение-2022». Веб-сайт итальянского сената подвергся атаке и был закрыт на час. 23 ноября 2022 года Bloomberg сообщил, что веб-сайт Европейского парламента был отключён после кибератаки. Группа Killnet взяла на себя ответственность за атаку в своём Telegram-канале. Killnet взяла на себя ответственность за атаки на веб-сайты государственных учреждений Чехии в апреле 2022 года. Killnet стояла за атаками на правительственные сайты Румынии с 29 апреля 2022 г. по 1 мая 2022 г.. Группа организовала атаки на различные норвежские организации с помощью мощных DDOS-атак 28 июня 2022 года. Управление национальной безопасности Норвегии сообщило, что персональные данные не были скомпрометированы по результатам атак. После терактов в непризнанном Приднестровье, служба информации и безопасности Республики Молдова сообщила, что российская хакерская группировка Killnet предприняла серию кибератак на сайты молдавских официальных органов и учреждений. Это случилось через несколько дней после атаки на румынские сайты.
Killnet предпринял неудачную попытку атаковать сайт Евровидения с помощью DDoS-атаки. После неудачной атаки, пригрозили атаковать 10 европейских стран, в том числе Италию. Хотя сами хакеры утверждают, что атака была приостановлена по их же желанию, цель не сообщается.
27 и 28 июня сервера правительства Литвы подверглись DDoS‑атакам. Пресс-служба налоговой инспекции (VMI) уточнила Delfi, что из-за «необычайно большого потока подсоединений» приостановили работу нескольких своих сервисов. Директор департамента миграции Эвелина Гудзинскайте рассказала о сбоях в работе внутренних систем для выдачи паспортов и видов на жительство. Ответственность за DDoS-атаки взяла на себя пророссийская хакерская группировка Killnet. Они потребовали разрешить транзит санкционных товаров в Калининградскую область через Литву.
Хакерская группировка взяла на себя ответственность за кибератаку на американскую военную компанию Lockheed Martin — производителя высокомобильной артиллерийской ракетной системы M142 (HIMARS). Компания не ответила чётко на запрос, был ли взломан её сайт или нет.  На протяжении двух недель в каналах Killnet появлялись угрозы в адрес корпорации, однако её сайты продолжали работать,  в итоге группа заявила, что похитила данные Lockheed Martin.

### 2023
В апреле 2023 года в Беларуси был задержан и позднее предстал перед судом 18-летний Арсений Елисеев, который являлся администратором телеграм-канала Anonymous Russia, входящего в сеть Killnet. После ареста Елисеева в канале группировки появились угрозы в адрес белорусских спецслужб и обещание атаковать белорусские государственные сайты. Так глава Killnet заявил: «Не отпустят РАТИ. Беларуси пизда», однако позднее удалил угрозы.
1 октября 2023 года подвергся атаке и был отключён официальный сайт Букингемского дворца. Однако, его представители заверили, что «официального взлома» не было.
8 октября 2023 года российские хакеры объявили информационную войну Израилю. В Killnet заявили, что все правительственные системы страны подвергнутся информационной атаке. Таким образом они ответили на поддержку Израилем Украины в 2022 году.   Позднее в своём Telegram-канале появился пост «Главный государственный сайт Израильского режима убит!» с изображением неработающего сайта gov.il.

## Критика
Большинство специализирующихся на кибербезопасности компаний, которые исследовали деятельность Killnet, сообщали, что группировка занимается самопиаром, пустыми угрозами, делая при этом пафосные заявления. По мнению аналитиков, основная цель группировки не взлом и отключение сайтов, а дезинформация и запугивание Запада, пропаганда, создание паники. Одно из самых громких обещаний Killnet сделал в июне 2023 года, они пообещали парализовать работу банковской системы в Европе, однако, ни с европейской банковской системой, ни с системами переводов ничего не произошло.
Расследование The Insider отмечает что все обещания Killnet оказались невыполненными, а за самой группировкой, которая была распиарена кремлевскими СМИ, стоят «не слишком удачливые любители», при этом немногочисленные успехи обеспечивались силами хакеров ГРУ.
Издание Zerkalo отмечает, что обещание лидера группировки также осталось невыполненным: «Скоро я и Killnet начнут мощные атаки на европейские и американские предприятия, которые косвенно приведут к жертвам». Также издание приводит основные «пустые» обещания группировки Killnet:
- ликвидировать правительства 10 стран;
- уничтожить НАТО в cети;
- анонсируя атаку на Lockheed Martin, обещали «разрушительные последствия»;
- собирались «положить» трансляцию обращения Джо Байдена из Варшавы 21 февраля;
- обещали направить на государственные органы и спецслужбы Беларуси все мощности, если арестованный глава Anonymous Russia не будет освобождён.

## Заявление Anonymous
Коллектив «Anonymous» официально объявил кибервойну хакерской группировке Killnet.

## DarkNet
Американский журнал Vice заявил, что даркнет-рынок Solaris во время борьбы за наркорынок в российском даркнете атаковал конкурирующие площадки Kraken, RuTor, Mega и прочих, воспользовавшись услугами российской хакерской группировки Killnet. В ответ на это команда хакеров форума WayAway взломала Solaris и присоединила его к Kraken.